# بيرو إسكوبار
بيرو إسكوبار هو كان مستكشفاً برتغالياً اكتشف مع المستكشف جواو دي سانتاريم جزيرة ساو تومي ( في 21 ديسمبر 1471) وأنوبون (في يناير 1472) وبرينسيبي (17 يناير 1472).